# Equitazione ai Giochi della XI Olimpiade
Le competizioni di equitazione ai Giochi della XI Olimpiade si sono svolte nei giorni dal 12 al 16 agosto 1936 negli impianti del Reich Sport Field per le prove di dressage, presso Döberitz (Brandeburgo) per le prove di cross-country e allo stadio Olimpico di Berlino per le prove di salto.

## Calendario
| Equitazione ai Giochi della XI Olimpiade | Equitazione ai Giochi della XI Olimpiade | Equitazione ai Giochi della XI Olimpiade | Equitazione ai Giochi della XI Olimpiade | Equitazione ai Giochi della XI Olimpiade | Equitazione ai Giochi della XI Olimpiade | Equitazione ai Giochi della XI Olimpiade | Equitazione ai Giochi della XI Olimpiade | Equitazione ai Giochi della XI Olimpiade | Equitazione ai Giochi della XI Olimpiade | Equitazione ai Giochi della XI Olimpiade | Equitazione ai Giochi della XI Olimpiade | Equitazione ai Giochi della XI Olimpiade | Equitazione ai Giochi della XI Olimpiade | Equitazione ai Giochi della XI Olimpiade | Equitazione ai Giochi della XI Olimpiade | Equitazione ai Giochi della XI Olimpiade |
| Eventi / Giorni                          | Agosto 1936                              | Agosto 1936                              | Agosto 1936                              | Agosto 1936                              | Agosto 1936                              | Agosto 1936                              | Agosto 1936                              | Agosto 1936                              | Agosto 1936                              | Agosto 1936                              | Agosto 1936                              | Agosto 1936                              | Agosto 1936                              | Agosto 1936                              | Agosto 1936                              | Agosto 1936                              |
| Eventi / Giorni                          | 1                                        | 2                                        | 3                                        | 4                                        | 5                                        | 6                                        | 7                                        | 8                                        | 9                                        | 10                                       | 11                                       | 12                                       | 13                                       | 14                                       | 15                                       | 16                                       |
| ---------------------------------------- | ---------------------------------------- | ---------------------------------------- | ---------------------------------------- | ---------------------------------------- | ---------------------------------------- | ---------------------------------------- | ---------------------------------------- | ---------------------------------------- | ---------------------------------------- | ---------------------------------------- | ---------------------------------------- | ---------------------------------------- | ---------------------------------------- | ---------------------------------------- | ---------------------------------------- | ---------------------------------------- |
| Dressage individuale                     |                                          |                                          |                                          |                                          |                                          |                                          |                                          |                                          |                                          |                                          |                                          | -                                        | Finale                                   |                                          |                                          |                                          |
| Dressage a squadre                       |                                          |                                          |                                          |                                          |                                          |                                          |                                          |                                          |                                          |                                          |                                          | -                                        | Finale                                   |                                          |                                          |                                          |
| Concorso completo individuale            |                                          |                                          |                                          |                                          |                                          |                                          |                                          |                                          |                                          |                                          |                                          |                                          | -                                        | -                                        | -                                        | Finale                                   |
| Concorso completo a squadre              |                                          |                                          |                                          |                                          |                                          |                                          |                                          |                                          |                                          |                                          |                                          |                                          | -                                        | -                                        | -                                        | Finale                                   |
| Salto ostacoli individuale               |                                          |                                          |                                          |                                          |                                          |                                          |                                          |                                          |                                          |                                          |                                          |                                          |                                          |                                          |                                          | Finale                                   |
| Salto ostacoli a squadre                 |                                          |                                          |                                          |                                          |                                          |                                          |                                          |                                          |                                          |                                          |                                          |                                          |                                          |                                          |                                          | Finale                                   |

## Podi
| Evento                                   | Oro                                                                       | Perform. | Argento                                                   | Perform.   | Bronzo                                                            | Perform. |
| Dressage individuale (dettagli)          | Heinrich Pollay                                                           | 1760,0   | Friedrich Gerhard                                         | 1745,5     | Alois Podhajsky                                                   | 1721,5   |
| Dressage a squadre (dettagli)            | Germania Heinrich Pollay Friedrich Gerhard Hermann von Oppeln-Bronikowski | 5074,0   | Francia André Jousseaume Gérard de Balorre Daniel Gillois | 4846,0     | Svezia Gregor Adlercreutz Sven Colliander Folke Sandström         | 4660,5   |
| Concorso completo individuale (dettagli) | Ludwig Stubbendorff                                                       | -37.70   | Earl Foster Thomson                                       | -99.90     | Hans Lunding                                                      | -102.20  |
| Concorso completo a squadre (dettagli)   | Germania Ludwig Stubbendorf Rudolf Lippert Konrad von Wangenheim          | -676,65  | Polonia Henryk Roycewicz Zdzisław Kawecki Seweryn Kulesza | -991,70    | Gran Bretagna Alexander Scott Edward Howard-Vyse Richard Fanshawe | -9195,50 |
| Salto ostacoli individuale (dettagli)    | Kurt Hasse                                                                | 4/4/49"2 | Henri Rang                                                | 4/4/1'12"8 | József von Platthy                                                | 8        |
| Salto ostacoli a squadre (dettagli)      | Germania Kurt Hasse Marten von Barnekow Heinz Brandt                      | 44       | Paesi Bassi Johan Greter Jan de Bruine Henri van Schaik   | 51,5       | Portogallo José Beltrão Domingos Coutinho Luís Mena e Silva       | 56       |

## Medagliere
| Posizione | Paese         |   |   |   | Totale |
| --------- | ------------- | - | - | - | ------ |
| 1         | Germania      | 6 | 1 | 0 | 7      |
| 2         | Francia       | 0 | 1 | 0 | 1      |
| 2         | Paesi Bassi   | 0 | 1 | 0 | 1      |
| 2         | Stati Uniti   | 0 | 1 | 0 | 1      |
| 2         | Polonia       | 0 | 1 | 0 | 1      |
| 2         | Romania       | 0 | 1 | 0 | 1      |
| 7         | Austria       | 0 | 0 | 1 | 1      |
| 7         | Svezia        | 0 | 0 | 1 | 1      |
| 7         | Danimarca     | 0 | 0 | 1 | 1      |
| 7         | Gran Bretagna | 0 | 0 | 1 | 1      |
| 7         | Ungheria      | 0 | 0 | 1 | 1      |
| 7         | Portogallo    | 0 | 0 | 1 | 1      |
| Totale    | Totale        | 6 | 6 | 6 | 18     |